# Айтейський сільський округ
Айте́йський сільський округ (каз. Әйтей ауылдық округі, рос. Айтейский сельский округ) — адміністративна одиниця у складі Карасайського району Алматинської області Казахстану. Адміністративний центр — село Айтей.
Населення — 15385 осіб (2021; 7394 у 2009, 3465 у 1999, 3877 у 1989).
Станом на 1989 рік село Інтернаціонал перебувало у складі Каскеленської міської ради, села Єнбекші, Кумарал, Сауинши та Уштерек перебували у складі Чемолганської сільської ради. Сільський округ був утворений 2013 року із села Айтей Каскеленської міської адміністрації та сіл Єнбекші, Кумарал, Сауинши, Уштерек Ушконирського сільського округу.

## Склад
До складу округу входять такі населені пункти:
| Населений пункт | Старі назви   | Населення, осіб (1989) | Населення, осіб (1999) | Населення, осіб (2009) | Населення, осіб (2021) |
| --------------- | ------------- | ---------------------- | ---------------------- | ---------------------- | ---------------------- |
| Айтей, село     | Інтернаціонал | 1593                   | 1569                   | 3081                   | 6923                   |
| --Лісхоз        | -             | -                      | -                      | -                      | 9                      |
| Єнбекші, село   | Біокомбінат   | 1815                   | 1440                   | 2521                   | 2544                   |
| Кумарал, село   |               | 72                     | 48                     | 650                    | 1297                   |
| Сауинши, село   |               | 89                     | 117                    | 246                    | 686                    |
| Уштерек, село   |               | 308                    | 291                    | 896                    | 3926                   |